# فنديراوات
فنديراوات (الاسم العلمي: Wunderlichioideae) هي أسرة نباتية تتبع فصيلة النجمية من رتبة النجميات، ومن العائلة الفرعية لـكاسيات البذور تتواجد في غيانا والبرازيل.